# Aiteta apriformis
Aiteta apriformis är en fjärilsart som beskrevs av Walker 1857. Aiteta apriformis ingår i släktet Aiteta och familjen trågspinnare. Inga underarter finns listade i Catalogue of Life.